# 馬格達河鯪脂鯉
馬格達河鯪脂鯉（學名：Prochilodus magdalenae）為輻鰭魚綱脂鯉目脂鯉亞目鯪脂鯉科的其中一個種，分布於南美洲哥倫比亞Atrato、Sinu與Cauca-馬格達萊納河流域，體長可達30公分，棲息在河川底中層水域，生活習性不明。
其种加词“magdalenae”意为“馬格達萊納河的”。